# 卡萬·史密斯
卡萬·史密斯（Kavan Smith，1970年5月6日—）是加拿大的一位演員。他最著名的作品是在電視劇星際之門：亞特蘭蒂斯和星際奇兵：SG-1中飾演Evan Lorne角色。